# 梨本諦嗚
梨本 諦嗚（なしもと たお、1967年5月27日 - ）は、日本を拠点に活動する、新潟県出身の映画監督、映像作家、演出家、写真家である。サニーレイン所属。

## 作品

### 長編映画
- アノソラノアオ（2012）
- KandakSema（2017  Asoka Athaudahetti との共作　第27回にいがた国際映画祭にて、日本特別編集版上映）
- 花火
- A/KE/SA/KI(2019)
- 白根紙鳶見聞録〜凧の国（2020）

### 短編・中編
- 鉾は砂に
- 泡の城
- 12go stray
- so far cool
- back to school（子供の夢が育つ学校づくりプロジェクト）
- SO FAR AWAY
- おんぶ刑事（2005 -情け無用の刑事まつりの一編-）
- 全ての始まりに
- opening title
- オドル フク(2019)
- 仕合わせ〜或る、いつ和の物語〜(2019)

### Webドラマ
- ITUWA Group Web限定ムービー
  - 或る、いつ和の物語
    - Episode1.「憧れ」（2018.10配信）
    - Episode2.「成長」（2018.11配信）
    - Episode3.「喜び」（2018.12配信）
    - Episode4.「想い」（2019.4配信）
- aya.mika

### ミュージックビデオ
- 暴いておやりよドルバッキー/筋肉少女帯（1991）
- 風に抱かれて-Rainbow's High-/おおたか静流（1993）
- 言葉足らずのメロディ/純烈（2016）
- 言葉足らずのメロディ2020/純烈（2020）

### オリジナルビデオ
- 約束の丘〜Falling Sky Over〜（2008）
- flame17（2008）

### 演劇

#### 舞台映像美術
- 花の下にて〜　新津市美術館　迦樓羅舎（1997）
- タイニィ・アリス・フェスティバル／アジア小劇場ネットワーク特別参加公演鏡の四季「春」　迦樓羅舎（1998）
- Under the Blossoms（日ポ国交樹立80周年記念）ワルシャワ〜クラコフ〜ウッジ〜ルーマニア　迦樓羅舎（1999）
- オレスティア　こまばエミナース　千賀ゆう子企画（2001）
- アジア・ミーツ・アジア２００２　コラボレーションプロジェクトVol.2 Code Switching　アジアのメタ表現学の混沌とした美に向けて（2002）
- 岡本太郎の言葉展〜ストライプハウス美術館　千賀ゆう子企画（2003）
- ハイナミュラーミラー　鏡の四季vol.3　千賀ゆう子企画（2003）
- Sline接近の現象学〜ストライプハウス美術館　千賀ゆう子企画（2004）
- Sシリーズvol.6ハイナ・ミュラー'S ミラー　千賀ゆう子企画（2004）

#### 演出
- MAUVE〜煙草を吸うさかな〜（2004）
- 連／脈（2004）
- MAUVE〜煙草を吸うさかな〜（2005）金沢〜長岡〜新潟〜仙台
- 連／脈（2005）
- いきていないということのほかには（2009）
- 三人姉妹（2010）
- Contact:Hamlet,Seeking（2011）
- ひとりでゴドーを待ちながら（2013）
- ネエ、オジョウ　マギカを待ちながら（2013）
- さよならノーチラス号（2013）
- また逢おうと龍馬は言った(2014)
- 蒲田行進曲（2015）
- オツベルと象（2016）
- 三月の五日間(2016)
- ルラシオン（2017）
- 桜の森の満開の下(2017）
- 朗読劇「命のバトン」(2018)
- 真作・青鬼の褌を洗う女(2019)